# Enjoy Yourself (Pop Smoke)
Enjoy Yourself è un singolo promozionale del rapper statunitense Pop Smoke, pubblicato il 2 luglio 2020 e incluso nel primo album in studio Shoot for the Stars, Aim for the Moon.

## Descrizione
Una canzone latin trap con influenze R&B, Enjoy Yourself vede la partecipazione della cantante colombiana Karol G e contiene un campionamento di Drink Freely di French Montana. I testi sono un riflesso sentimentale dell'amore.

## Tracce
Download digitale
1. Enjoy Yourself (feat. Karol G) – 3:18

Download digitale - EP
1. Enjoy Yourself (feat. Karol G) – 3:18
2. Backseat (feat. PnB Rock) – 2:50
3. Yea Yea – 3:05
4. She Feelin Nice (feat. Jamie Foxx) – 2:35
5. Tsunami (feat. Davido) – 3:23

## Remix
Un remix con il cantante nigeriano Burna Boy è uscito il 20 luglio 2020 come trentaquattresima e ultima traccia della versione deluxe di Shoot for the Stars, Aim for the Moon.

## Classifiche
| Classifica (2020)         | Posizione massima |
| ------------------------- | ----------------- |
| Canada                    | 40                |
| Francia                   | 95                |
| Stati Uniti               | 56                |
| Stati Uniti (R&B/Hip-Hop) | 38                |